# Bouddhisme, la loi du silence
Bouddhisme, la loi du silence est le titre d'un livre-enquête et d'un documentaire vidéo des journalistes Élodie Emery et Wandrille Lanos sur les maltraitances, viols et malversations financières ayant eu lieu dans plusieurs communautés du bouddhisme tibétain depuis les années 1970. Les auteurs, qui ont recueilli les témoignages d'une trentaine de victimes de treize maîtres dans plusieurs pays occidentaux, portent leur attention principalement aux accusations visant le lama Sogyal Rinpoché et Robert Spatz, le fondateur de l'association Ogyen Kunzang Chöling. L'enquête considère que ni le dalaï lama ni son interprète français Matthieu Ricard n'ont suffisamment condamné ces agissements, incitant plutôt les disciples à les dénoncer eux-mêmes.

## Auteurs
Élodie Emery est une journaliste et actrice française. Collaboratrice pendant neuf ans de Marianne puis de L’Express, elle se tourne en 2025 vers le théâtre, mettant en scène un stand-up intitulé Ceci n’est pas une religion. 
Wandrille Lanos est un journaliste et documentariste français qui, après avoir réalisé, dans le cadre de l'agence CAPA, des reportages pour Canal+, Planète et France 2, a été reporter à la rédaction du magazine Envoyé Spécial,.

### Intervenants
Martine Batchelor, Stephen Batchelor, Oane Bijlsma, Jean-Francois Buysschaert, Marion Dapsance, Tenzing Geyche Tethong, Rob Hogendoorn, Geshe Lhakdor, Raphaël Liogier, Michael Nolan, Tenzin Palmo.

## Contenus
Le livre et le documentaire vidéo retracent principalement les accusations portées à l'encontre du lama Sogyal Rinpoché ainsi qu'à l'encontre du fondateur de l'association Ogyen Kunzang Chöling (OKC), Robert Spatz (lama Kunzang Dorjé). 

### Le documentaire
Le documentaire vidéo Bouddhisme, la loi du silence est diffusé le 13 septembre 2022 sur la chaîne franco-allemande Arte, ainsi que sur La Chaîne parlementaire le 27 mai 2024. Il résume onze ans de recherches menées par les deux journalistes sur des accusations de viols de mineures et de majeures, de sévices, de privation de nourriture et d'autres maltraitances commises par treize maîtres du bouddhisme tibétain dans plusieurs pays occidentaux dans les cinquante dernières années,.

### Le livre
Le livre homonyme paraît également en septembre 2022. Les auteurs y affirment que leur but est « non pas de décrire une dérive sectaire mais bien un système qui gangrène l'ensemble du bouddhisme tibétain » (p.18). 
Sogyal Rinpoché, ami du dalaï-lama a fondé 130 centres Rigpa, dont Lerab Ling à Lodève, dans le Hérault ; il est accusé, selon l'enquête journalistique, de s'être enrichi personnellement grâce aux dons, d'avoir fait travailler gratuitement ses disciples jusqu'à l'épuisement et d'avoir usé de son pouvoir pour frapper, violenter et violer de jeunes femmes qu’il considérait comme ses esclaves sexuelles, ; il a été désavoué en 2017 par Tenzin Gyatso, le 14e dalaï-lama. Robert Spatz a, quant à lui, été condamné en 2020 pour séquestrations, abus physiques et sexuels sur mineurs, emprise et fraude financière,,,,.

### Rencontre de 1993 du dalaï-lama avec des enseignants occidentaux
Le documentaire reproduit un extrait d'une rencontre filmée du 16 au 19 mars 1993 à Dharamsala entre vingt-deux enseignants occidentaux des principales traditions bouddhistes, dont celles du bouddhisme tibétain, et le dalaï-lama. Ceux-ci expriment leur profonde inquiétude face aux témoignages de disciples abusés par des maîtres au nom de la « folle sagesse » : relations sexuelles forcées, états d’ébriété et autres attitudes jugées scandaleuses. Demandant au dalaï-lama de dénoncer officiellement tous les comportements hétérodoxes, celui-ci répond que « tous les efforts doivent être faits pour mettre fin à cette situation ». Les enseignants et le dalaï-lama s'accordent alors sur le contenu d'une lettre ouverte, les enseignants la signent et la remettent au dalaï-lama, qui précise qu'il ne pourra la signer qu'après qu'elle soit passée par son cabinet. La lettre leur est revenue, mais sans la signature du dalaï-lama,,,. Selon Jack Kornfield, un des enseignants de la réunion, le dalaï-lama a demandé aux participants de « toujours informer les gens lorsque quelque chose ne va pas. N'hésitez pas à le publier dans les journaux si vous devez le faire ».[pertinence contestée]

### La question de la dénonciation des faux maîtres par les disciples abusés
L'enquête d'Élodie Emery et Wandrille Lanos affirme que malgré le fait que le dalaï-lama et le moine bouddhiste Matthieu Ricard étaient au courant des accusations de sévices sexuels et autres abus visant plusieurs autorités du bouddhisme tibétain en Occident, ils n'ont rien entrepris pour les dénoncer. Le dalaï-lama soutient que les disciples abusés doivent eux-mêmes dénoncer les actes d'abus car il ne veut pas lui-même « porter l’ensemble du fardeau sur ses épaules », s'en amusant même,. Les auteurs prétendent que Matthieu Ricard a traité ces exactions de « potins de la commère ». Toutefois leur ouvrage atteste que ce dernier avait utilisé cette expression dans un autre contexte,[source insuffisante]. Matthieu Ricard soutient qu'il a toujours déclaré « clairement qu'il fallait dénoncer et condamner haut et fort ces malversations et que les témoins directs, les victimes devaient se porter en justice. ». Il reconnaît toutefois qu'il aurait dû être « plus vigoureux, plus énergique, plus tôt » bien qu'il n'ait pas autorité sur les lieux de culte incriminés, chaque centre étant indépendant. Dans un billet répondant au documentaire et au livre d'Emery et Lanos, le traducteur du dalaï-lama juge souhaitable  la création d'une structure d'écoute et de soutien psychologique et juridique des victimes. Après la parution du livre, Élodie Emery affirme être menacée de poursuites judiciaires par les avocats du temple héraultais et ceux de Matthieu Ricard. Matthieu Ricard, à demandé, d'après les auteurs de ne pas utiliser ses propos filmés lors de leur longue enquête. Il reconnaît tout de même que « L’ambition de ce documentaire est salutaire car libérer la parole des victimes est difficile […] L’ampleur des sévices dénoncés et de la souffrance des victimes est terrifiante ».

## Récompenses
- « Prix Scam de l'investigation » décerné dans le cadre du Festival international du grand reportage d'actualité et du documentaire de société (FIGRA) à Douai (France), 2023, dans la catégorie Compétition internationale de plus de 40 minutes[2].